# Claudio Merulo
Claudio Merlotti poi latinizzato in Merulo (Correggio, 8 aprile 1533 – Parma, 4 maggio 1604) è stato un organista e compositore italiano.

## Biografia

### La gioventù
Nacque a Correggio, da Giovanna Govi ed Antonio Merlotti e fu battezzato l'8 aprile 1533, come appare dai registri battesimali della Collegiata di S. Quirino.
Casa Merlotti era posta nel quartiere di Borgovecchio, con accesso sotto il portico lungo, a poca distanza dalla casa del pittore Antonio Allegri detto il Correggio.
Lo stemma dei Merlotti, già esistente sulla sepoltura della famiglia nella chiesa di S. Francesco, a Correggio, portava quattro monti, di cui uno, sovrapposto agli altri tre, recava sulla vetta un merlo. Lo stesso stemma si può ancor oggi vedere nel monumento funerario del compositore nel Duomo di Parma.
A Claudio, per bizzarria giovanile, piacque latinizzare il nome dell'uccello e farsi chiamare Merulus, da cui derivò, in italiano, il nome di Merulo, ch'egli portò per tutta la vita. Nulla si sa della sua educazione musicale, anche se le fonti sono solite attribuire al prevosto correggese Girolamo Donati e al madrigalista Tuttovale Menon (Tugdual Menon) le responsabilità della formazione di base musicale del nostro. Il biografo correggese Ernesto Setti, in un suo manoscritto inedito conservato presso l'archivio storico della città di Correggio, con un notevole sforzo di fantasia lo vuole addirittura allievo di Orazio Vecchi, il celebre autore di "Amfiparnaso", che fu Canonico ed indi Arcidiacono della Collegiata di S. Quirino, a Correggio, dal 1586 al 1591.

### Il periodo a Brescia
Il nome di Merulo appare la prima volta a Brescia nel 1556, quando viene nominato organista del Duomo Vecchio, ma da recenti scoperte si è appreso che già dall'anno precedente Claudio frequentava il salotto di casa Zantani a Venezia, punto di passaggio di molti artisti e di teatranti, da cui si evincono i suoi contatti con la nobiltà veneziana precedenti la nomina bresciana.

### L'arrivo a Venezia
Ancora prima di terminare il primo anno di lavoro a Brescia, nel luglio 1557, Merulo vince facilmente il concorso per il posto da secondo organista in San Marco a Venezia, una delle piazze organistiche più prestigiose, al posto del defunto Girolamo Parabosco. Tre anni dopo uscirà il primo madrigale pubblicato a stampa, in un'antologia.

Nel 1565 fonda insieme ad alcuni soci una tipografia musicale, che produrrà una quarantina di titoli nell'arco di un quinquennio, con una fortissima attività soprattutto nei primi due anni e mezzo. La prima opera personale a stampa di Merulo sarà autostampata (i Madrigali a 5). Il 1º ottobre viene nominato primo organista al posto di Annibale Padovano, che aveva lasciato improvvisamente Venezia: al secondo organo salirà Andrea Gabrieli, e i due formeranno per diciotto anni un duo organistico affiatato e celeberrimo, che attirerà curiosi e addetti ai lavori.
Nel 1574 viene rappresentata a Venezia in presenza del re di Francia Enrico III, di passaggio nella Serenissima per prendere possesso della corona, una "Tragedia" di Cornelio Frangipane il Giovane, che secondo le fonti era in parte musicata da Merulo (ma la musica è andata perduta). Il ruolo di Merulo all'interno della vita culturale veneziana è dunque di primo piano, e non è un caso se il suo nome appare fra gli ambasciatori al matrimonio di Francesco Medici con la veneziana Bianca Cappello. Quasi certa è una sua presenza a Ferrara fra 1576 e 1580, dove entra in contatto con gli ambienti madrigalistici e culturali ariosteschi. Nel 1583 muore dopo anni di sofferenza la moglie, ma si risposa dopo qualche mese.

### La corte parmense

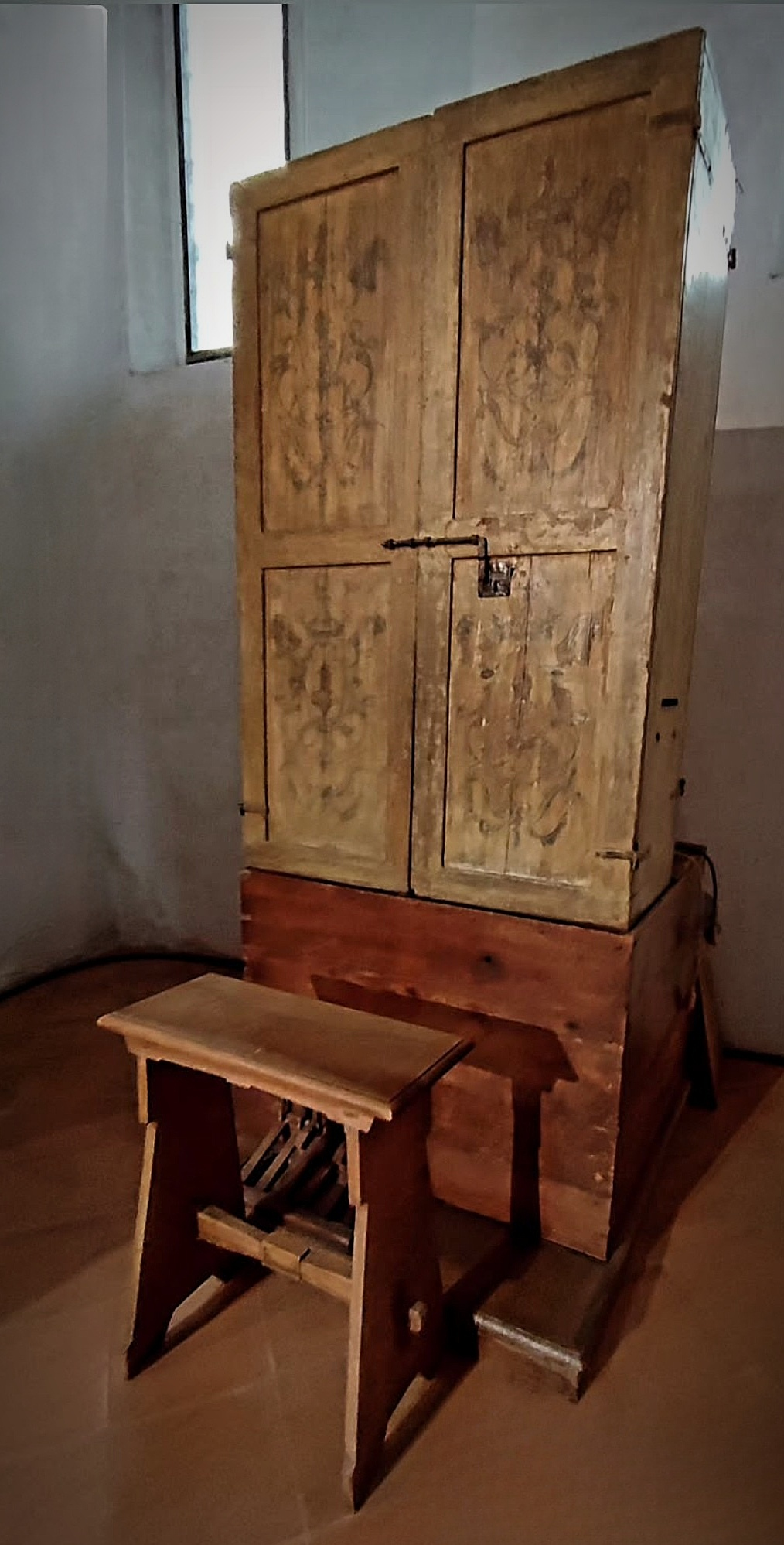
Organo Merulino presso la Chiesa di Santa Maria del Carmine (Parma)

Nell'ottobre 1584 lascia l'incarico veneziano, e a dicembre appare il suo primo pagamento alla corte di Ottavio Farnese nel ducato di Parma. Per quanto i biografi ottocenteschi di Merulo abbiano ipotizzato un suo passaggio a Mantova dopo aver abbandonato Venezia, non ci sono prove che Merulo abbia lavorato per i Gonzaga, nonostante ai tempi del servizio veneziano sia intercorso un carteggio con il duca Guglielmo per una consulenza organologica.

Claudio Merulo rimarrà a Parma fino alla fine della vita, prendendo servizio sotto la corte di Ranuccio I Farnese  come cembalista nel Duomo  dal 1587 e nella chiesa di S. Maria della Steccata dal 5 aprile 1591 prende posto come organista: qui solleciterà alcune sostanziali modifiche all'Organo Antegnati, per un'esecuzione più appropriata della sua musica.

#### Organo "Merulino"
Si attribuisce unanimemente a Merulo la costruzione di un piccolo organo positivo, ancora adesso perfettamente funzionante: probabilmente però si tratta di uno strumento in parte costruito da Merulo, anche se quella parte fu probabilmente la più' delicata e importante per la resa sonora dello strumento.
Nel 1904, in occasione trecentesimo anniversario dalla morte di Merulo, lo strumento venne acquistato dallo stato e affidato in deposito al Conservatorio di Parma. In passato, l'organo era  conservato nella cosiddetta Sala Merulo, all'interno della classe di organo del conservatorio. Attualmente, si trova presso la Chiesa del Carmine situata nelle immediate vicinanze dell'istituto.

### Gli ultimi giorni
Durante il periodo parmigiano, Merulo viaggerà molto fra Venezia, Padova e Roma, dove stamperà ulteriore musica fra cui le Toccate per tastiera. Dalle cronache dell'epoca apprendiamo che il 25 aprile del 1604 Merulo era gravemente infermo, preambolo alla sua fine giunta il 4 maggio successivo, all'età di 71 anni, per una probabile infezione viscerale.

## Musica
Merulo ha lavorato su svariati generi musicali, tra i quali spiccano madrigali, canzonette, musica per tastiera e musiche di scena, quest'ultime andate perdute e giunte a noi attraverso testimonianze indirette.

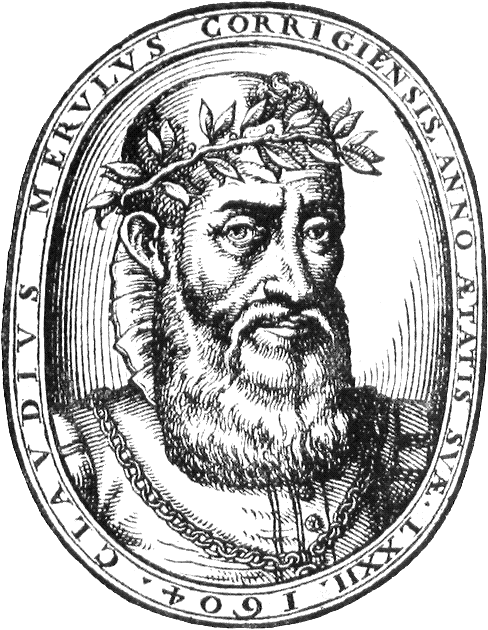
Claudiu Merulus corrigiensis, anno aetatis suae LXXII - 1604 ossia Claudio Merulo di Correggio, nel 1604, a 71 anni

Gli studi più recenti tendono a leggere nella sua figura quella di un umanista della musica, pienamente consapevole del suo ruolo nel momento storico e della responsabilità del singolo nel marcare con la propria esperienza la presenza nel mondo. 
Per quanto la sua figura sia legata soprattutto alla produzione organistica, non va sottovalutata la tanta musica profana e sacra per voce pubblicata in vita, soprattutto i madrigali, da cui si ricava un'attenzione all'espressività psicologica, e le messe e i mottetti, con cui Merulo ha tentato di procurarsi un mercato in special modo fra le tantissime chiese veneziane che abbisognavano di testi specifici per le liturgie musicate. I suoi esperimenti per policoralità, secondo l'uso veneziano e attenti agli effetti sonori ambientali, furono certamente esportati a Parma, per cui Merulo si può ritenere il veicolo principale dell'uso della policoralità in Emilia a partire dal suo arrivo a Parma.
Certamente però gran parte della sua fama poggia sulla musica per tastiera. Noto fin dai suoi tempi per il rinnovamento della forma della Toccata, nella quale introdusse sezioni contrappuntate che per alcuni (ma scorrettamente) anticipano la Sonata classica. In realtà Merulo ai suoi tempi era stimato per la gravitas delle sue composizioni, per la nobile postura allo strumento e la classe ed espressività della sua musica, che ne hanno fatto anche il dedicatario e il modello del celebre trattato Il Transilvano di Girolamo Diruta.

## Composizioni

### Musica vocale
- Madrigali a 5 libro I (1566) e II (1604) Venezia ed. Merulo & Betanio
- Madrigali a 4 (1579) Venezia ed. Gardano
- Madrigali a 3 (1580) Venezia ed. Gardano

### Messe vocali
- Messe a 5 (1573) Venezia ed. Gardano
- Messe a 8 e 12 (1609, postumo) Venezia ed. Gardano

### Mottetti e altra musica sacra vocale
- Sacrae Cantiones libro I e II (1578) Venezia ed. Gardano
- Mottetti a 5 libro I e II (1578) Venezia ed. Gardano
- Mottetti a 6 libro I (1583), II (1593) e III (1605, postumo) Venezia ed. Gardano
- Mottetti a 4 (1584) Venezia ed. Gardano
- Mottetti a 6 e a 7 libro I (1583) e II (1593) Venezia ed. Gardano
- Sacri Concentus (1594) Venezia ed. Gardano

### Composizioni per Organo
- Ricercari d'intavolatura d'organo (1567) Venezia ed. Giordano
- Messe d'intavolatura d'organo (1568) Venezia ed. Giordano
- Ricercari da cantare libro I (1574), II (1607, postumo) e III (1608, postumo) Venezia ed. Gardano
- Canzoni d'intavolatura d'organo alla francese libro I (1592), II (1606, postumo) e III (1611, postumo) Venezia ed. Gardano
- Toccate d'intavolatura d'organo  libro I (1598) e II (1604) Roma ed. Verovio

Sono inoltre contenute in antologie a stampa numerose altre opere di Merulo, madrigali e mottetti non attestati nelle opere a stampa personali.
Alcune composizioni strumentali e vocali sono conservate in manoscritti non autografi a Verona e a Torino.